# Астрагал изогнутый
Астрага́л изо́гнутый, или Астрагал ото́гнутый (лат. Astragālus redūncus) — полукустарник, вид рода Астрагал (Astragalus) семейства Бобовые (Fabaceae). Включён в Красную книгу Украины.

## Ареал и среда обитания
Эндемик Восточного Причерноморья, Нижней Волги и Предкавказья. Произрастает на территории России и Украины. Степное растение, растущее в пустынных полынно-типчаково-ковыльных и сухих типчаково-ковыльных степях на светло-каштановых солонцеватых почвах.

## Описание
Многолетнее растение высотой от 10 до 15 см. Стебли многочисленные, укороченные, как и всё растение, сероватые от короткого опушения.
Прилистники яйцевидные, тупые, при основании приросшие к черешку. Листочки 10—20-парные, сверху обыкновенно голые.
Соцветие — рыхлая 8—20-цветковая кисть. Цветоносы едва превышают лист. Прицветники ланцетные, длиннее цветоножек. Чашечка трубчатая, зубцы её шиловидные, в два — четыре раза короче трубки. Венчик желтоватый, флаг 19—22 мм длиной, длиннее крыльев, которые превышают лодочку. Цветение в первой половине мая.
Боб 10—15 мм длиной, продолговатый, согнутый.
Размножение исключительно семенное.

## Охрана
Помимо включения в Красную книгу Украины включен в Красную книгу Волгоградской области России

## Ботаническая классификация

### Синонимы
По данным The Plant List на 2013 год, в синонимику вида входят:
- Astragalus concavus Boriss.
- Astragalus similis Boriss.